# Nontron (quận)
Quận Nontron là một quận của Pháp, nằm ở tỉnh Dordogne, trong vùng Aquitaine. Quận này có 8 tổng và 80 xã.

## Các đơn vị hành chính

### Các tổng
Các tổng của quận Nontron là: 
1. Bussière-Badil
2. Champagnac-de-Belair
3. Jumilhac-le-Grand
4. Lanouaille
5. Mareuil
6. Nontron
7. Saint-Pardoux-la-Rivière
8. Thiviers

### Các xã
Các xã của quận Nontron, và mã INSEE là: 
| 1. Abjat-sur-Bandiat (24001)                  | 2. Angoisse (24008)                                | 3. Augignac (24016)                       |
| 4. Beaussac (24033)                           | 5. Busserolles (24070)                             | 6. Bussière-Badil (24071)                 |
| 7. Cantillac (24079)                          | 8. Chaleix (24095)                                 | 9. Champagnac-de-Belair (24096)           |
| 10. Champeaux-et- la-Chapelle-Pommier (24099) | 11. Champniers-et-Reilhac (24100)                  | 12. Champs-Romain (24101)                 |
| 13. Condat-sur-Trincou (24129)                | 14. Connezac (24131)                               | 15. Corgnac-sur-l'Isle (24134)            |
| 16. Dussac (24158)                            | 17. Eyzerac (24171)                                | 18. Firbeix (24180)                       |
| 19. Hautefaye (24209)                         | 20. Javerlhac-et- la-Chapelle-Saint-Robert (24214) | 21. Jumilhac-le-Grand (24218)             |
| 22. La Chapelle-Faucher (24107)               | 23. La Chapelle-Montmoreau (24111)                 | 24. La Coquille (24133)                   |
| 25. La Gonterie-Boulouneix (24198)            | 26. La Rochebeaucourt-et-Argentine (24353)         | 27. Lanouaille (24227)                    |
| 28. Le Bourdeix (24056)                       | 29. Lempzours (24238)                              | 30. Les Graulges (24203)                  |
| 31. Lussas-et-Nontronneau (24248)             | 32. Léguillac-de-Cercles (24235)                   | 33. Mareuil (24253)                       |
| 34. Mialet (24269)                            | 35. Milhac-de-Nontron (24271)                      | 36. Monsec (24283)                        |
| 37. Nantheuil (24304)                         | 38. Nanthiat (24305)                               | 39. Nontron (24311)                       |
| 40. Payzac (24320)                            | 41. Piégut-Pluviers (24328)                        | 42. Puyrenier (24344)                     |
| 43. Quinsac (24346)                           | 44. Rudeau-Ladosse (24221)                         | 45. Saint-Barthélemy-de-Bussière (24381)  |
| 46. Saint-Crépin-de-Richemont (24391)         | 47. Saint-Cyr-les-Champagnes (24397)               | 48. Saint-Estèphe (24398)                 |
| 49. Saint-Front-la-Rivière (24410)            | 50. Saint-Front-sur-Nizonne (24411)                | 51. Saint-Félix-de-Bourdeilles (24403)    |
| 52. Saint-Jean-de-Côle (24425)                | 53. Saint-Jory-de-Chalais (24428)                  | 54. Saint-Martial-de-Valette (24451)      |
| 55. Saint-Martin-de-Fressengeas (24453)       | 56. Saint-Martin-le-Pin (24458)                    | 57. Saint-Pancrace (24474)                |
| 58. Saint-Pardoux-la-Rivière (24479)          | 59. Saint-Paul-la-Roche (24481)                    | 60. Saint-Pierre-de-Côle (24485)          |
| 61. Saint-Pierre-de-Frugie (24486)            | 62. Saint-Priest-les-Fougères (24489)              | 63. Saint-Romain-et-Saint-Clément (24496) |
| 64. Saint-Saud-Lacoussière (24498)            | 65. Saint-Sulpice-d'Excideuil (24505)              | 66. Saint-Sulpice-de-Mareuil (24503)      |
| 67. Sainte-Croix-de-Mareuil (24394)           | 68. Sarlande (24519)                               | 69. Sarrazac (24522)                      |
| 70. Savignac-Lédrier (24526)                  | 71. Savignac-de-Nontron (24525)                    | 72. Sceau-Saint-Angel (24528)             |
| 73. Soudat (24541)                            | 74. Teyjat (24548)                                 | 75. Thiviers (24551)                      |
| 76. Varaignes (24565)                         | 77. Vaunac (24567)                                 | 78. Vieux-Mareuil (24579)                 |
| 79. Villars (24582)                           | 80. Étouars (24163)                                |                                           |